# Sergent la Terreur
Pour plus de détails, voir Fiche technique et Distribution.
Cet article concerne le film américain. Pour la bande dessinée française, voir Sergent Laterreur (bande dessinée).
Sergent la Terreur (Take The High Ground) est un film américain réalisé par Richard Brooks et sorti en 1953.

## Synopsis
Fils d'un déserteur, le sergent Thorne Ryan, qui s'est couvert de gloire durant la guerre de Corée, prend en main l'entraînement de jeunes recrues. Homme très dur et intransigeant, il doit faire face à la haine de ses troupes et de son ami, le sergent Holt. Ayant fait connaissance de Julie Mollison, une fille de bar, même cette dernière le repoussera pour sa conduite odieuse… 

## Fiche technique
- Titre : Sergent la Terreur
- Titre original : Take The High Ground
- Réalisation : Richard Brooks, assisté de Jerry Thorpe
- Scénario : Millard Kaufman, d'après son histoire
- Chef opérateur : John Alton
- Musique : Dimitri Tiomkin
- Montage : John D. Dunning
- Direction artistique : Edward C. Carfagno, Cedric Gibbons
- Décors : Alfred E. Spencer, Edwin B. Willis c
- Couleurs procédé ANSCOLOR
- Assistant réalisateur : Jerry Thorpe
- Production : Herman Hoffman, Dore Schary pour Metro-Goldwyn-Mayer
- Durée : 101 min
- Date de sortie : États-Unis : 30 octobre 1953

## Distribution
- Richard Widmark : Sergent Thorne Ryan
- Karl Malden : Sergent Laverne Holt
- Elaine Stewart : Julie Mollison
- Carleton Carpenter : Merton 'Tex' Tolliver
- Russ Tamblyn : Paul Jamison
- Jerome Courtland : Elvin C. Carey
- Steve Forrest : Lobo Naglaski
- Robert Arthur : Donald Quentin Dover IV
- William Hairston : Daniel Hazard
- Maurice Jara : Franklin D. No Bear
- Bert Freed : Sergent Vince Opperman
- Chris Warfield : un soldat

Acteurs non crédités :
- Don Haggerty : un officier
- Gordon Jones : Moose